# Madinani
Madinani este o comună din regiunea Kabadougou, Coasta de Fildeș.